# 이혜수
이혜수(李惠受, 1891년 1월 2일 ~ 1961년 2월 7일)는 일제강점기의 독립운동가이다.
독실한 기독교도인 이태성과 고성녀 사이에서 5녀 중 맏딸로 태어난 그는 자녀교육에 관심을 가져왔던 부모님의 영향으로 근대교육을 받았다. 한성고등여학교와 경성여자고등보통학교에서 근대교육을 받은 그는 1919년 3·1운동이 발발하자 5월 신의경 등과 함께 대한민국애국부인회라는 비밀결사를 조직하면서 독립운동자금을 마련하고 임시정부 요인과 한국 안에서 활동하는 애국지사들의 비밀연락을 담당했다. 교회를 통해 알게 된 김상옥 등과 단원으로서 혁신단을 조직하는 동시에 혁신공보라는 지하신문을 배포했다. 1920년 초 북로군정서의 김동순은 만주 독립군의 국내진공작전 계획과 함께 김상옥, 윤익중 등에게 총독, 고관, 친일파 암살을 제의했다. 이에 암살단을 조직한 김상옥은 이혜수의 집에서 이를 논의했고 이혜수는 역시 교회를 통해 알게 된 신화수의 암살단 취지문을 자신의 동생들과 함께 제작하고자 했다. 암살단 취지문 수백 장을 인쇄하고 이들의 회의장소와 식사, 옷가지 등을 제공하며 활동을 지원했다.
암살단은 1920년 8월 24일 미국의원들이 아시아를 시찰하면서 한국을 방문한다는 정보를 입수했고 김동순, 윤익중, 신화수, 서대순 등과 함께 총독 사이토 마코토를 비롯한 일본 고관들을 암살하려는 계획을 세웠으나 발각되어 김동순이 체포되었다. 이에 김상옥은 일본 경찰의 추척을 피해야 했고 이혜수는 김상옥의 비밀연락을 맡았다. 장규동이 일본 경찰에 연행되어 고문으로 목숨이 위태로울 때에도 병간호를 했다.
김상옥은 일본 경찰과의 전투에서 형사와 경찰 여럿을 죽이고 자살했고, 이혜수는 일본 경찰에 체포되어 고문을 받았다. 고문을 받은 이혜수는 늑막염에 걸렸고 1923년 12월 25일 경성지방법원에서 징역 1년 형을 선고받았다. 이후 독립운동의 공로를 인정받아 1990년 건국훈장 애국장을 추서받았다.